# 日本共産党労働者派
日本共産党労働者派（にほんきょうさんとうろうどうしゃは）は、1930月6月、水野成夫らを中心に結成され、1933年頃まで活動を続けた日本共産党の分派。前年の水野の獄中手記と、それに端を発して転向者が相次いだ頃を含め、「解党派」の名称で呼ばれることもある（なお、第一次共産党時代（1922 - 24年）に党の解散を主張した山川均らを「第一次解党派」とし、ここでいう解党派を「第二次解党派」とする見解もある）。

## 概要
1928年の三・一五事件により検挙された共産党の前中央事務局長・水野成夫は、獄中において党の方針に疑問を感じるようになり、1929年5月、手記「日本共産党脱党に際して党員諸君に」をまとめ、同じく獄中にある党員・活動家の回覧に付し賛同を求めた。彼は再建された党組織が弾圧により再び壊滅しつつある状況を前に、これを敗北ととらえる「政治的リアリズム」に立脚するべきであり、「日本の状勢に適応せざる戦術の採用」「それを促すコミンテルン盲従主義」「それによる党の大衆よりの孤立」「君主制廃止スローガンの急進主義」「天皇地主寺院等の土地の無償没収スローガンの原理主義」「植民地問題における英米仏と日本の質の混同」の6点を誤りと認めることを主張した。特に君主制廃止は日本の国情に合わないため、コミンテルンとの関係を絶った上でこれを撤回するべきであるとした。
水野がこのような声明を発するに至った背景には、一つには、幹部が待合で遊興中に逮捕されるような党の腐敗に対する憂慮があったが、主として、コミンテルンの27年テーゼによって自分たちが信奉していた福本イズムの方針が頭ごなしに否定され、福本派の幹部が一掃された経緯に由来するものとみられる。共産党分裂をもくろんだ思想検事・平田勲がこれにつけこみ、水野は平田に誘導されて先述の声明を出すに至った。その後、獄中にあった門屋博・浅野晃・河合悦三・南喜一・村尾薩男らの党幹部（さらに一時的なメンバーとして是枝恭二・河合悦三・村山藤四郎ら）が水野の声明に同調し転向したが（解党派事件）、彼らの多くは福本イズムに影響を受けていた人々であった（福本イズムの提唱者である福本和夫自身が解党派に加入したか否かに関しては異なる見解が存在する）。
水野らは三・一五および四・一六事件の公判で統一被告団からの分離を求め、1930年保釈出獄した。そして彼らは「日本共産党労働者派」を正式に結成し中央委員会を組織、共産党に対抗し独自の『赤旗』を機関誌として発行した。しかしその行為は、多くの下部党員からは裏切りとみなされてほとんど支持を得ることができず、党中央も彼らを「解党派」と呼んで除名処分に付した。そして武装メーデー事件により党組織が壊滅した後には党中央再建をめざすグループから強い批判を受けた。これらの結果、解党派に結集した多くのメンバーが自己批判して党に復帰したため活動資金は枯渇し、解党派は1933年までに消滅した。
解党派の運動は政治的には極めて小さな力しか持たなかったが、コミンテルンとの関係断絶と「君主制廃止」綱領の放棄により「天皇制の存在を前提とした共産主義運動」を目指す考え方は、その後の佐野学・鍋山貞親らの転向声明に継承される形となった。ただし君主制の承認を除けば、解党派は基本的にはコミンテルン第六回大会の決定をほぼ支持する立場であり、また日本の満州侵略戦争についても、一応は反対の態度を取っていた点で、後年の佐野・鍋山声明（および彼らによる「一国社会主義」運動）とは大きく異なっている。

## 関連文献
- 伊藤晃 『転向と天皇制：日本共産主義運動の1930年代』 勁草書房、1995年 ISBN 4326300957
  - 第二章「日本共産党労働者派と平田勲」参照。
- しまねきよし 「日本共産党労働者派 - 水野成夫」思想の科学研究会 『共同研究 転向』（上） 平凡社、1978年（改訂増補版）
  - 河合悦三・春日庄次郎による「批判」が付されている。
- 浅野晃、影山正治『転向-日本への回帰 : 日本共産党解党派の主張』暁書房、1983年